# Piper scortechinii
Piper scortechinii är en pepparväxtart som beskrevs av C. Dc.. Piper scortechinii ingår i släktet Piper och familjen pepparväxter. Inga underarter finns listade i Catalogue of Life.